# Kapuzinerkloster Straubing
Das Kapuzinerkloster Straubing war ein Kloster der Kapuziner in Straubing in Bayern in der Diözese Regensburg.
Das  Kloster wurde 1614 gegründet und wurde 1802 im Zuge der Säkularisation aufgelöst. Kloster und Kirche kamen 1802 in den Besitz eines Straubinger Bürgers. Um 1860 gehörte die Kirche einem Privatmann, der sie als Stadel nutzte. Die Konventsgebäude wurden vom Stadtmagistrat als Wohnungen verwendet. Später wurden die Gebäude abgebrochen.
Simon Höller war mit dem Kloster eng verbunden und wurde hier 1675 in einer Gruft begraben.